# Metabolt syndrom
Metabolt syndrom (Reavens syndrom X, insulinresistenssyndrom) är samlingsnamnet för ett antal faktorer som ökar risken för insjuknande i hjärt- och kärlsjukdomar.
De olika komponenterna i det metabola syndromet är var för sig oberoende riskfaktorer för hjärt-kärlsjukdom, men kombinationen av dem ökar den sammanlagda risken.

## Diagnos
Det finns flera definitioner av det metabola syndromet. International Diabetes Federation väljer följande definition:
- Bukfetma, plus minst två av följande:
  - Förhöjd mängd triglycerider (fett) i blodet
  - Låg andel HDL-kolesterol i blodet
  - Högt blodtryck
  - Nedsatt glukostolerans eller diabetes typ 2

## Symtom och tecken
Ett flertal kvinnor som lider av PCOS, en hormonell obalans, lider också av ett metabolt syndrom. Metabolt syndrom kan måhända också ses vid så kallad hypoprolaktinemi.

## Orsaker och sjukdomsmekanism
En teori är att den centrala störningen i metabolt syndrom är höga insulinvärden, eventuellt sekundärt till insulinresistens. Ett flertal studier visar effekt på de ingående komponenterna i metabolt syndrom av kolhydratfattig kost. Detta sänker normalt insulinnivåer i blodet. Det är dock ännu inte klarlagt om denna kost är gynnsam mot insulinresistens på lång sikt.

## Behandling
Bra behandling mot det metabola syndromet är att sluta röka, motion och god kosthållning.